# کودکی مسیح

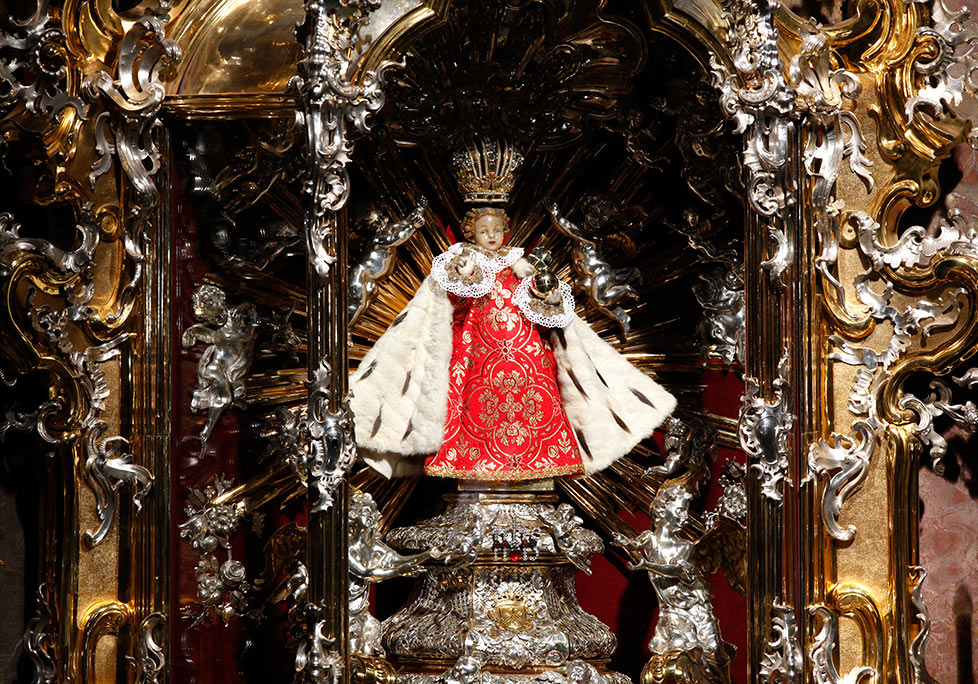
تندیس کودکی عیسی مسیح اهل پراگ، اهدا شده توسط شاهزاده پلیکسنا لوبکوویتس به کارملیت‌های پابرهنه در سال ۱۶۲۸

کودکی مسیح (The Christ Child) که با اسامی عیسیِ نوزاد، عیسیِ کودک، کودکِ الهی و کودکِ مقدس نیز شناخته می‌شود، به دوران کودکی عیسی مسیح اشاره دارد. این اصطلاح، دوره‌ای از زندگی عیسی مسیح را شامل می‌شود که در انجیل ذکر شده است، از جملهٔ تولد او در بیت‌لحم، دیدار مجوسان (سه مغ زرتشتی - ایرانی) و ارائهٔ او در معبد اورشلیم. همچنین، دوران کودکی او را در که اوج آن، ماجرای یافتن او در معبد در سن ۱۲ سالگی است. پس از این رویداد، انجیل دربارهٔ زندگی او تا آغاز رسالتش سکوت کرده است.

## جشن‌های مذهبی
جشن‌های مذهبی مربوط به دوران نوزادی و کودکی مسیح شامل موارد زیر هستند:
- جشن میلاد عیسی مسیح (۲۵ دسامبر)؛
- جشن ختنهٔ مسیح (۱ ژانویه - در کلیسای ارتدکس شرقی و برخی سنت‌های کاتولیک و انگلیکان)؛
- جشن نام مقدس عیسی مسیح (۳ ژانویه - در سنت کاتولیکی و برخی دیگر از کلیساها در تاریخ‌های متفاوت)؛
- جشن ظهور (۶ ژانویه یا ۱۹ ژانویه مطابق با تقویم میلادی در معادل تقویم یولیانی)؛
- جشن ارائهٔ عیسی مسیح در معبد (۲ فوریه).

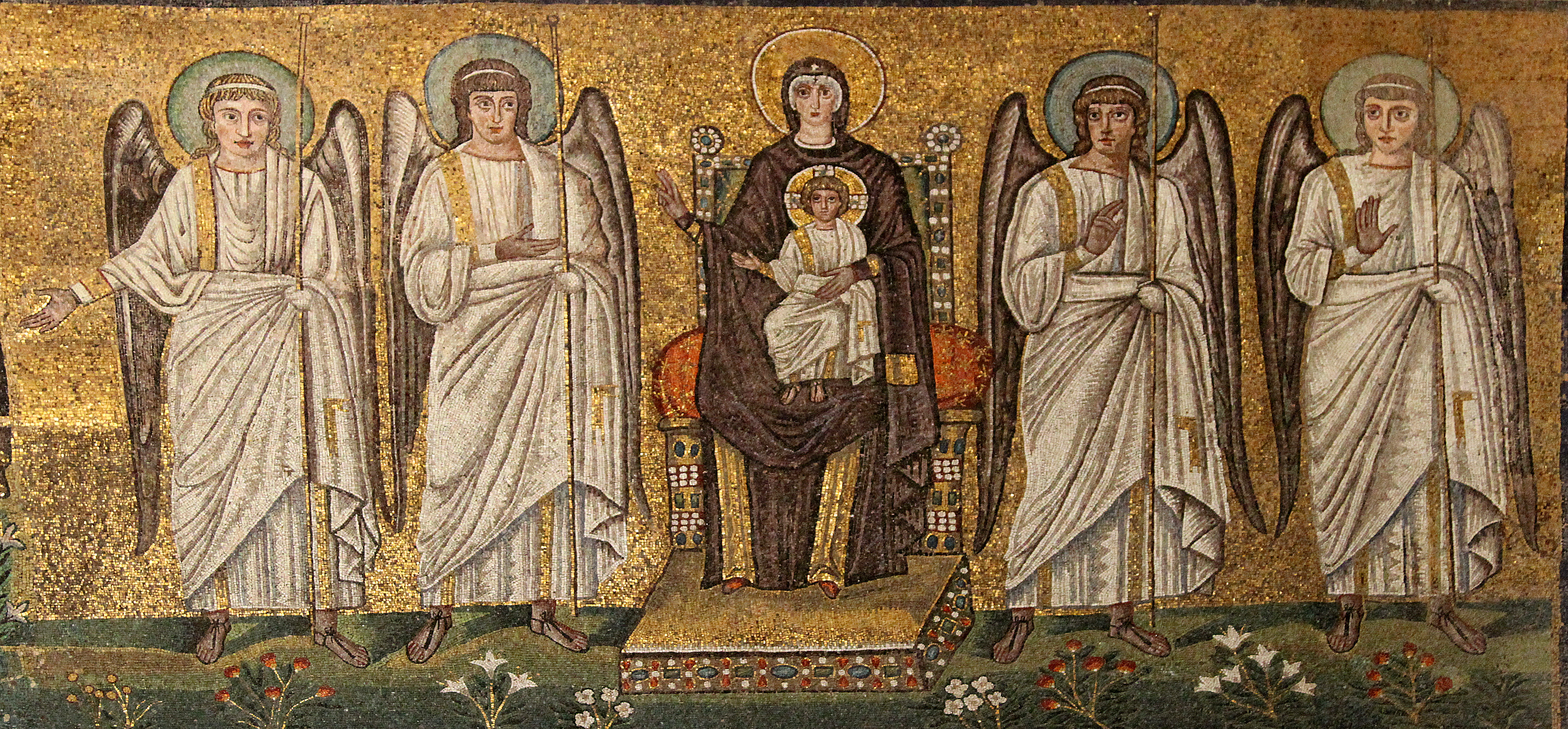
سنت آپولیناره نووو، راونا - موزاییک مادر خدا بر تخت نشسته همراه با کودک که به واسطهٔ چهار فرشته احاطه شده است

## تصویرسازی در هنر
از قرن سوم یا چهارم میلادی به بعد، کودکی مسیح در نقاشیها و مجسمه‌ها به تصویر کشیده شده است. صحنه‌های معمول شامل تولد او در کنار مریم و یوسف، و همچنین تصاویر از عیسی مسیح در آغوش مریم مقدس (که در سنت‌های شرقی و غربی به عنوان «مادونا و کودک» شناخته می‌شود) هستند. دیگر تصاویر رایج شامل صحنه‌هایی از ختنه، ارائه در معبد، ستایش مجوسان و فرار به مصر است. تصاویری از سال‌های کودکی او نادرتر هستند ولی وجود دارند.

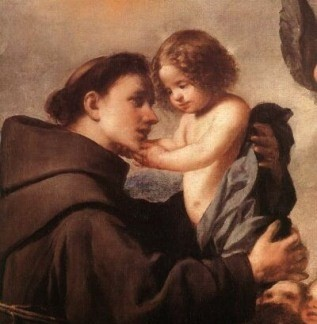
سانتو نینیو د سبو (کودک مقدس سبو)

قدیسانی مانند یوسف مقدس، آنتونی پادوا و کریستوفر مقدس اغلب در حال در آغوش داشتن کودک مسیح به تصویر کشیده‌اند. همچنین، برخی از عرفای مسیحی مانند ترزا آویلا و ترز لیژیو مدعی تجلیاتی از کودک مسیح بوده‌اند.

### قرون وسطی
از قرن چهاردهم، کودکی مسیح موضوع محبوبی در مجسمه‌های چوبی اروپایی شد. در اسپانیا، این تصاویر تحت عنوان «مونتانیزینو» شناخته شدند، نامی که از مجسمه‌ساز خوان مارتینز مونتانیز گرفته شده است. این تصاویر اغلب با ژست‌های خاصی مشابه با تصاویر امپراتوران رومی ساخته می‌شدند.
تصاویر کودکی مسیح در میان اشراف اسپانیا و پرتغال محبوبیت زیادی داشتند. در دوران استعمار، این مجسمه‌ها به پوشیدن لباس‌های خاص روی آوردند، که نشانه‌ای از ارادت مذهبی بود. برخی از این تصاویر، نمادهایی مانند گوی صلیب‌دار، پرنده‌ای به نشانهٔ روح‌القدس، یا اشیای محلی را در دست داشتند.

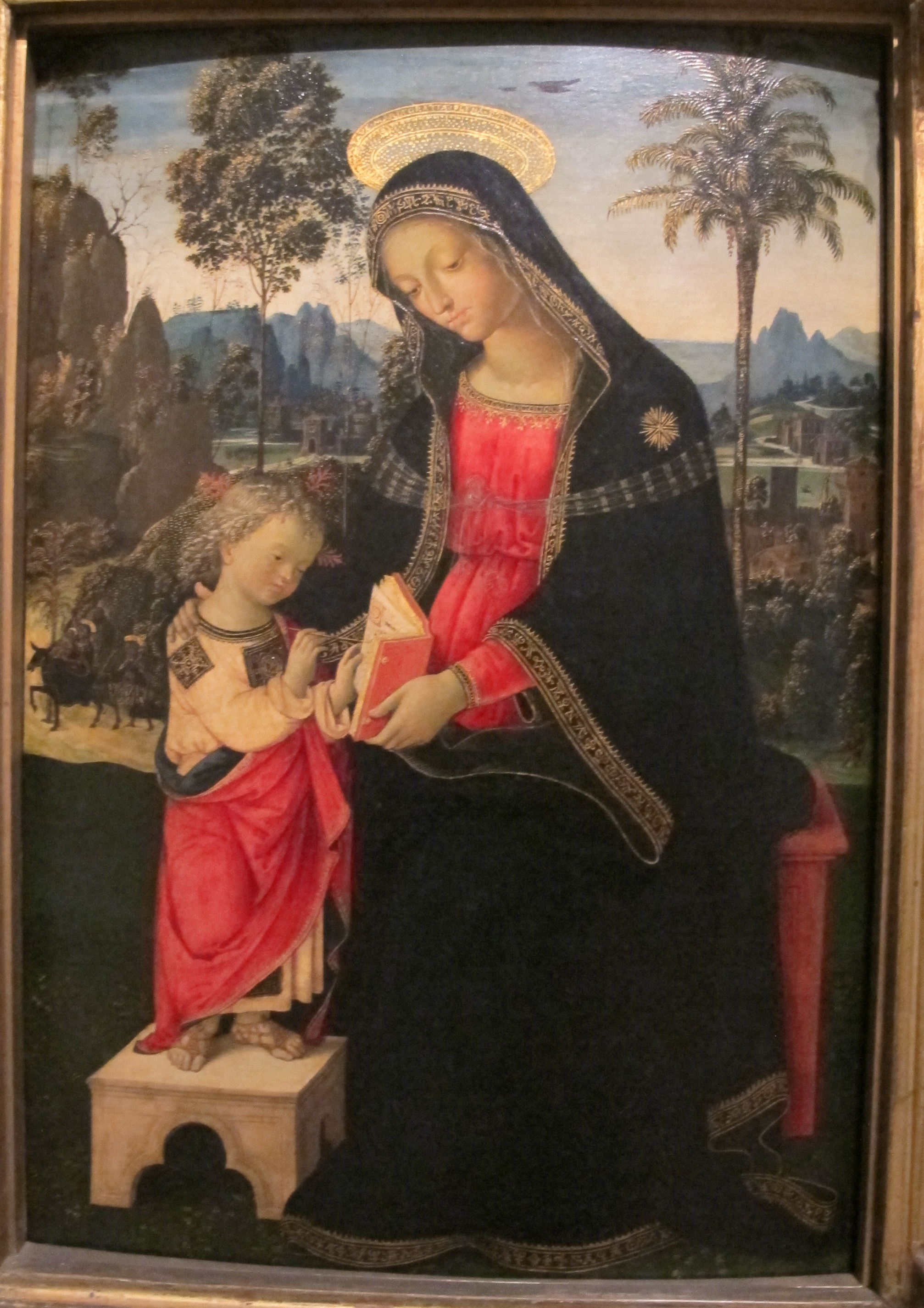
مریم مقدس به همراه عیسی مسیح (کودک) که در حال نوشتن است؛ اثر پینتوریکیو، حدود سال ۱۵۰۰

اوج نمادپردازی کودکی مسیح در هنر، در دوران رنسانس بود؛ جایی که «خانوادهٔ مقدس» به یکی از موضوعات اصلی در آثار هنرمندانی مانند لئوناردو داوینچی و دیگر اساتید تبدیل شد.

## متون غیررسمی دینی
برخی از کتاب‌های غیررسمی مذهبی شامل «انجیل کودک» هستند که روایاتی از تولد و سال‌های اولیه زندگی عیسی مسیح ارائه می‌دهند. این داستان‌ها اغلب او را به عنوان کودکی با قدرت‌ها و دانش خارق‌العاده نشان می‌دهند. یکی از داستان‌های رایج روایت می‌کند که عیسی از گل، گنجشک‌هایی ساخت و هنگامی که به دلیل انجام این کار در روز سبت مورد سرزنش قرار گرفت، پرندگان را زنده کرد و پرواز داد.

## انجمن‌های مذهبی
در سال ۱۶۳۶ خواهر مارگارت مقدس، راهبه‌ای از فرقۀ کارملیت، انجمنی را به نام «کودک مقدس» در شهر بُن فرانسه تأسیس کرد. در سال ۱۶۳۹ یک کلیسا در کارمل بُن ساخته شد که به کودکی مسیح اختصاص داشت.
در قرن هفدهم فرانسوا فنلون، که کشیش کلیسای سنت سولپیس در پاریس بود، نیایش‌هایی ویژه برای کودکی مسیح سرود. در سال ۱۶۶۱ پاپ الکساندر هفتم این انجمن را به رسمیت شناخت و در سال ۱۸۵۵ پاپ پیوس نهم آن را به مقام «انجمن بزرگ مقدس» ارتقا داد.

### انجمن «کودکی مسیح»

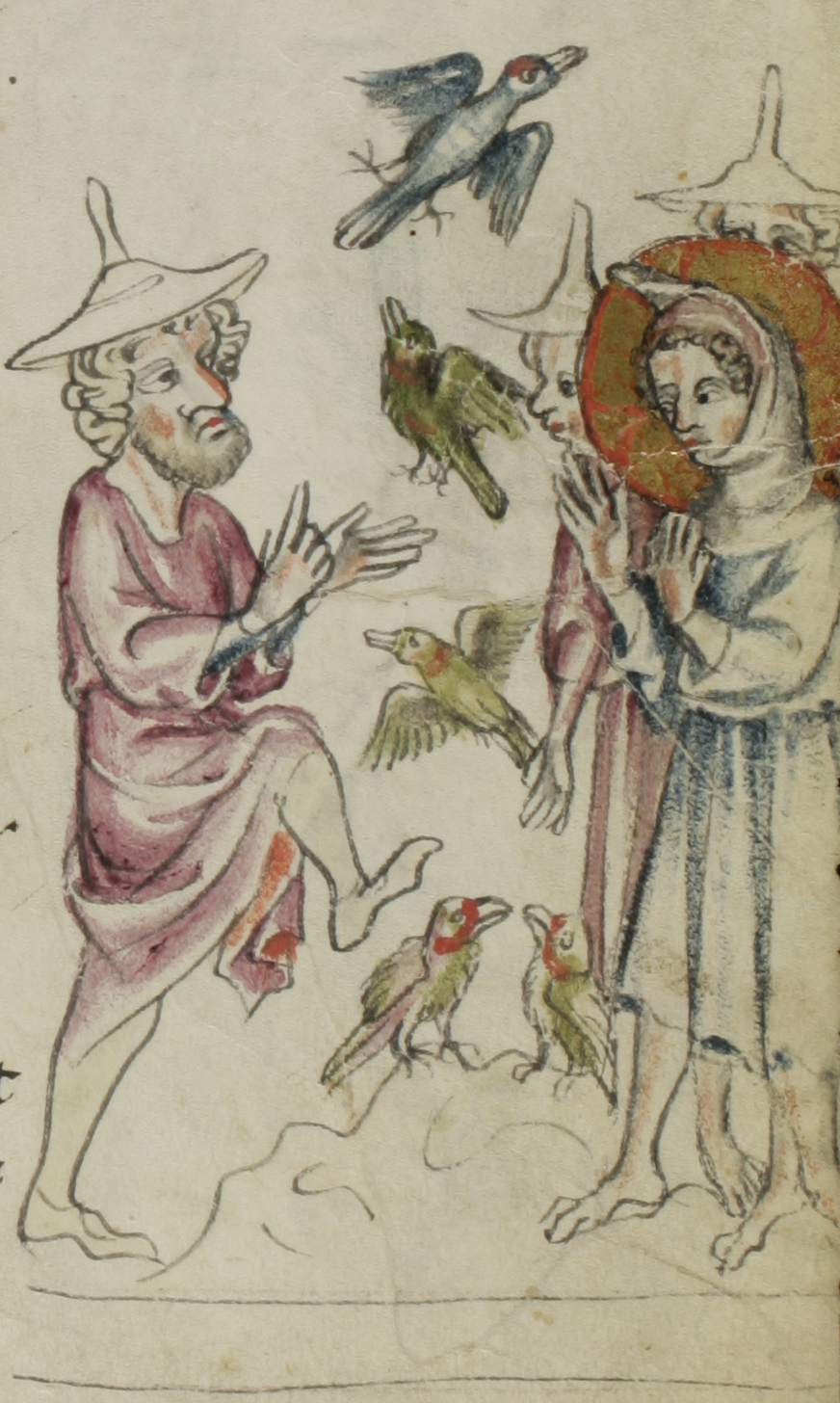
عیسی مسیح در حال جان بخشیدن به پرندگان سفالی اسباب‌بازی هم‌بازی‌هایش، آلمان، قرن چهاردهم

در سال ۱۸۸۵ مری ویرجینیا مریک در واشتنگتن دی.سی. انجمن «کودکی مسیح» را برای کمک به کودکان نیازمند تأسیس کرد. به تدریج، شعبه‌هایی از این انجمن در شهرهای دیگر نیز ایجاد شد.

## نگارخانه

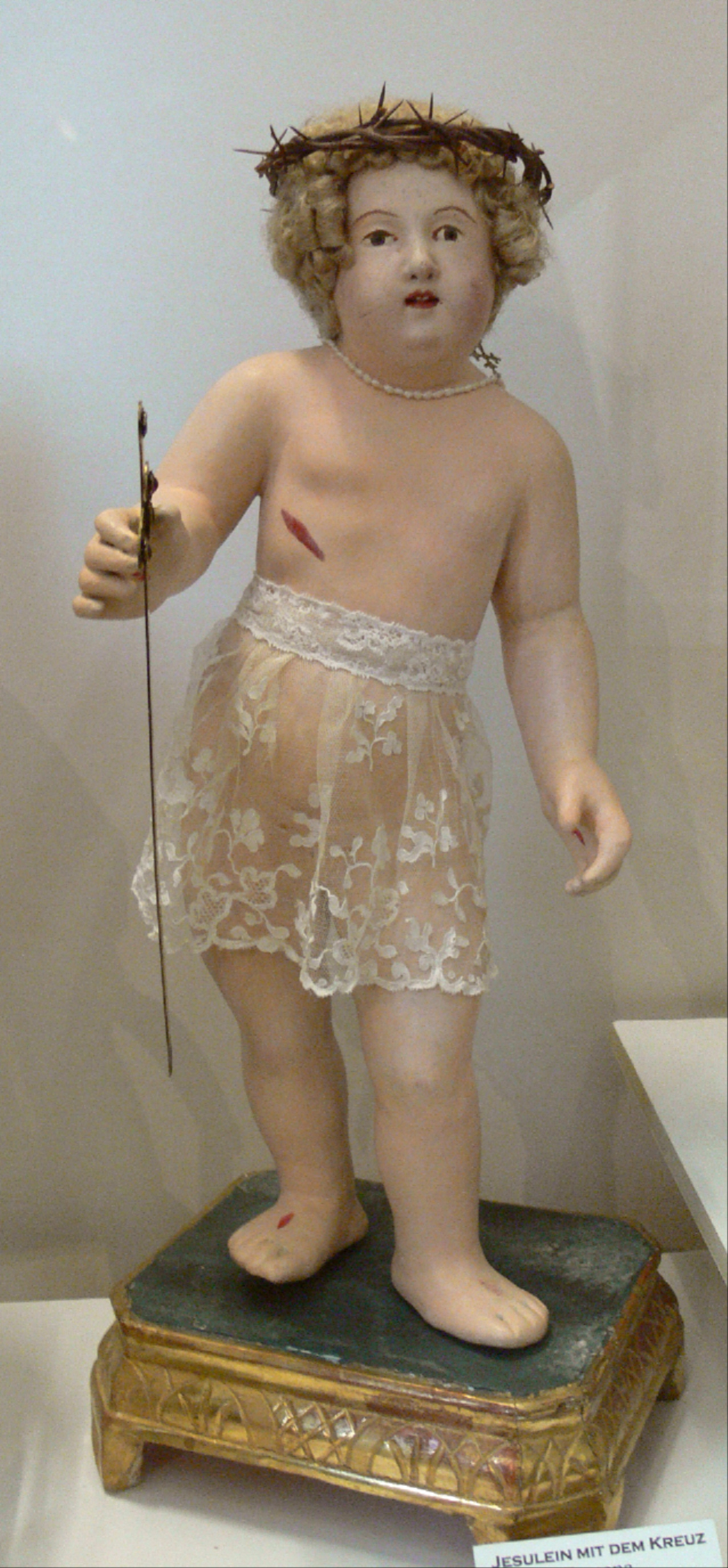
کودکی عیسی مسیح، وینگارتن ۱۸۲۰
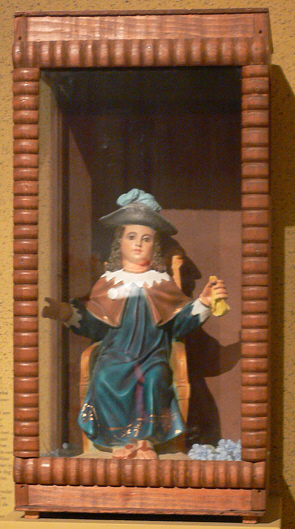
نوزاد مقدس آتوچا، مکزیک
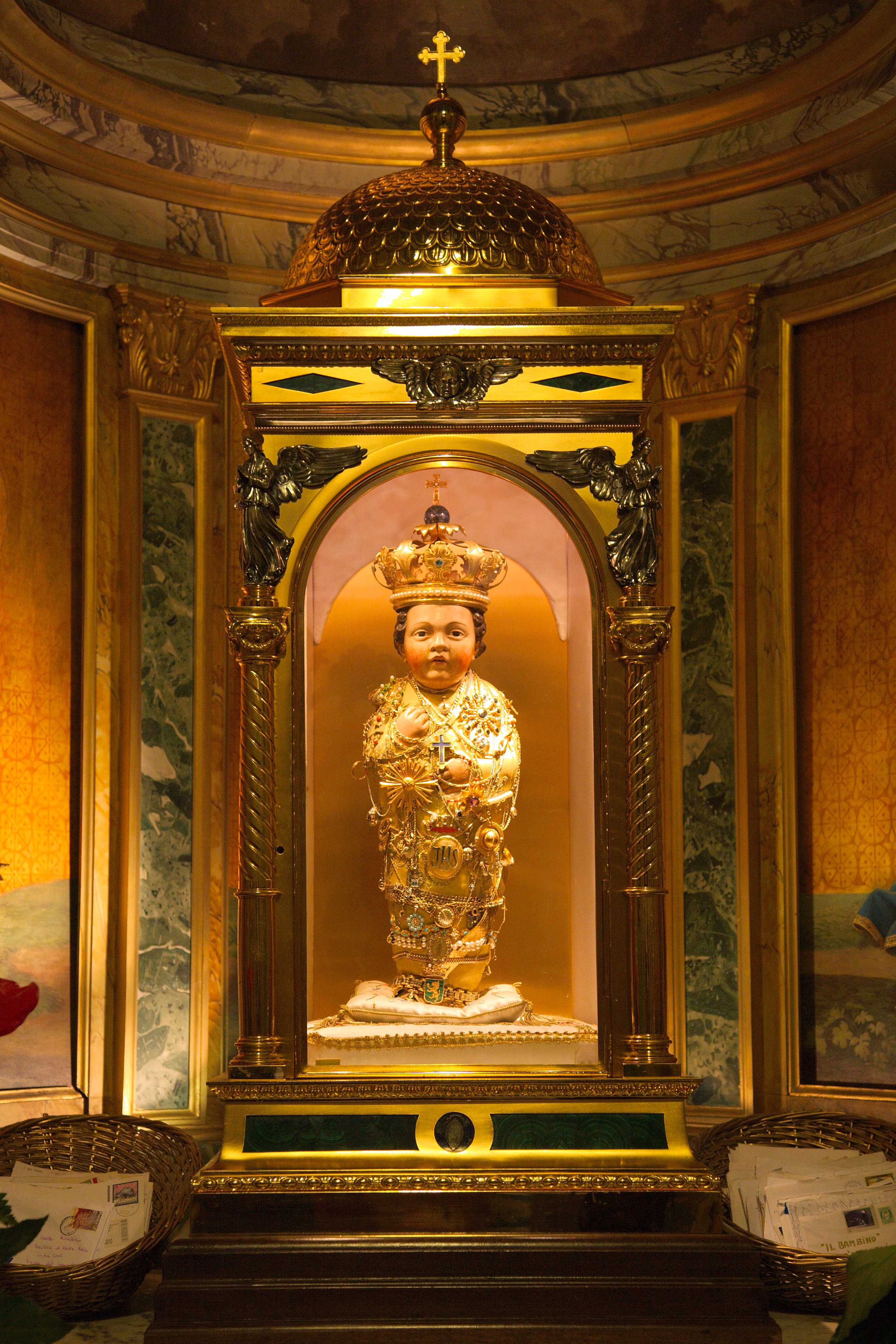
سانتو بامبینو از آراکولی، رم
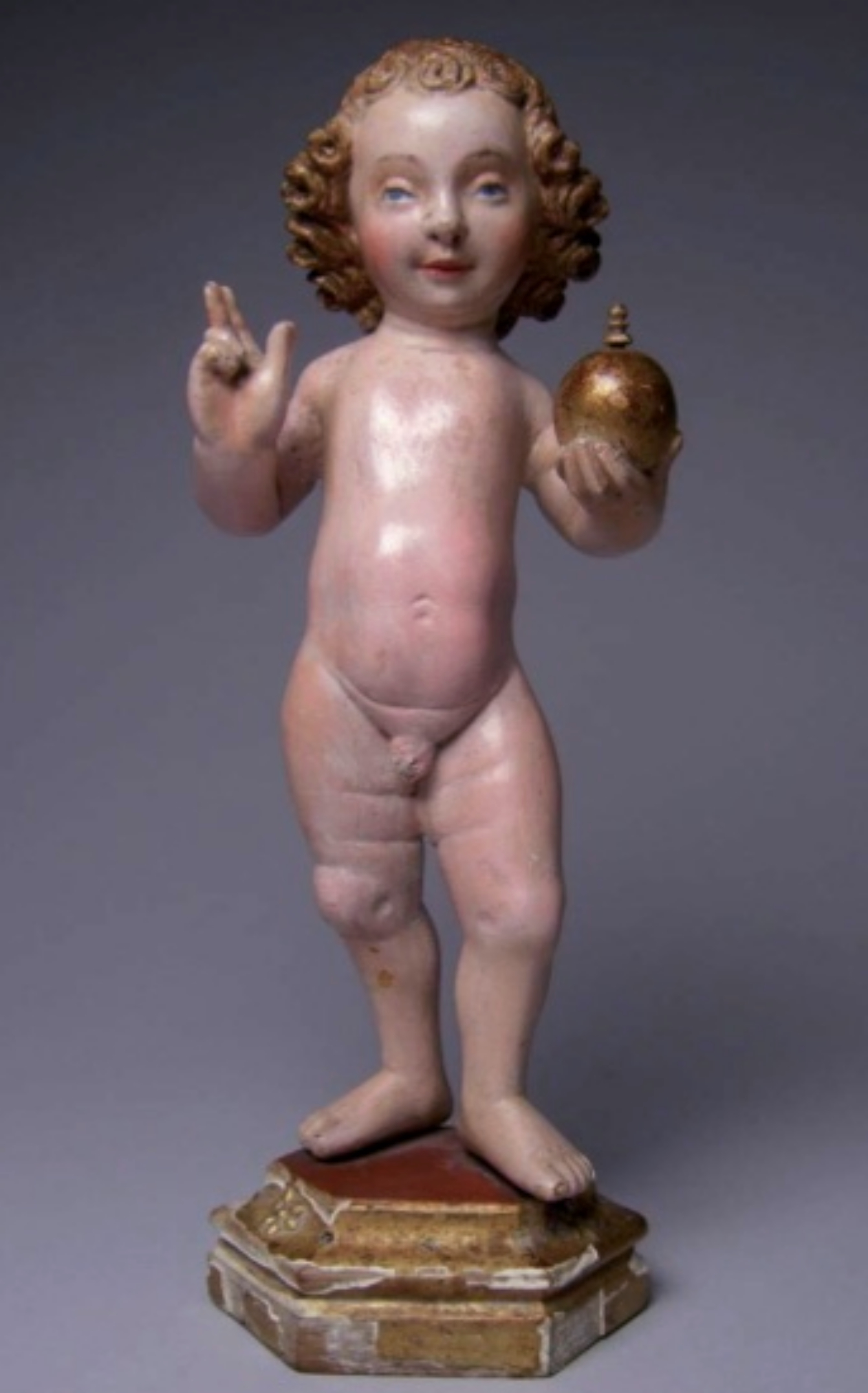
عیسی شیرخوار از مکلن، لوور
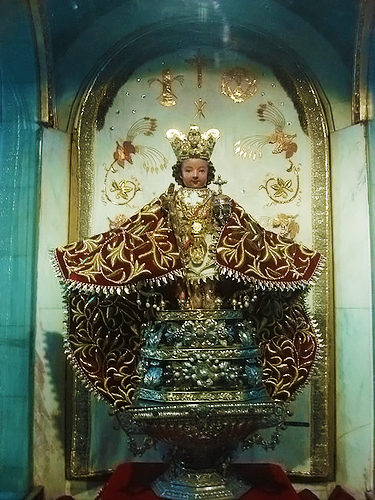
سانتو نینو د سبو، فیلیپین